# Gisinea
Genre
Gisinea est un genre de collemboles de la famille des Neanuridae.

## Distribution
Les espèces de ce genre se rencontrent en zone paléarctique.

## Liste des espèces
Selon Checklist of the Collembola of the World (version du 6 octobre 2019) :
- Gisinea delhezi Massoud, 1965
- Gisinea subtilia Babenko, Potapov & Taskaeva, 2017
- Gisinea tiliae Babenko, 1998

## Étymologie
Ce genre est nommé en l'honneur de Hermann Gisin.

## Publication originale
- Massoud, 1965 : Description d’un nouveau genre de Collembole cavernicole d’Europe. Annales de Spéléologie, vol. 20, no 3, p. 431–435.